# Bernard Zauderer
Bernard Zauderer (ur. 21 sierpnia 1851 w Nowym Sączu, zm. 29 stycznia 1928 w Travniku) – polski lekarz pochodzenia żydowskiego, badacz folkloru bośniackiego.

## Życiorys
Bernard Zauderer urodził się w Nowym Sączu w 1851 jako syn lekarza Jacoba Zauderera. Uczęszczał do gimnazjum w Krakowie. W 1876 ukończył medycynę na Uniwersytecie Jagiellońskim w Krakowie, był uczniem m.in. okulisty prof. Lucjana Rydera i patologa Edwarda Korczyńskiego. Przyjaźnił się i współpracował z Leopoldem Glückiem.
Po studiach odbył dwuletnią praktykę w Starym Sączu. Jako lekarz wojskowy został skierowany w 1878 do Bośni, w której pozostał także w następnych latach. W 1882 został przeniesiony do Travnika, gdzie objął stanowisko okręgowego lekarza (okręg travnicki byół największy terytorialnie) i inspektora sanitarnego. Został szanowanym lekarzem i dobrym organizatorem. Kładł bardzo duży nacisk na realizację obowiązkowych szczepień. Z jego inicjatywy powstał w tym mieście pierwszy szpital. Za swoje zasługi został 22 lutego 1920 uhonorowany tytułem honorowego obywatela Travnika. W 1926 odznaczony Orderem Czerwonego Krzyża za opiekę nad żołnierzami rannymi w czasie I wojny światowej. Z okazji 50-lecia ukończenia studiów wyróżniony złotym dyplomem Uniwersytetu Jagiellońskiego.
Oprócz medycyny zajmował się także folklorem Bośni, kulturą i tradycjami jej mieszkańców. Popierał ideę syjonistyczną, na rzecz której zapisał połowę swojego majątku (tzw. złoty szekiel).
Żonaty z Marią (Manją) Lejlą Straussburger. 
Zmarł w 1928, przeżywszy swoją żonę o trzy miesiące. Pochowany na cmentarzu żydowskim w Travniku.